# Guadalupe Loaeza
María Guadalupe Loaeza Tovar (Mexico, 12 août 1946) est une écrivaine mexicaine. Actuellement elle est journaliste du journal Reforma.

## Biographie
Une série inspirée de La niñas bien est tournée en 2018 avec Ilse Salas, Cassandra Cianguerotti, Paulina Gaitán et Johanna Murillo dans les rôles principaux.

## Œuvres
- Las niñas bien (1985)
- Las reinas de Polanco (1986)
- Primero las damas (1988)
- Los grillos y otras grillas (1990)
- Compro, luego existo (1992)
- Obsesiones (1994)
- Manual de la gente bien I (1995)
- Manual de la gente bien II (1996)
- Sin cuenta (1997)
- Mujeres maravillosas (1997)
- El ángel de nuestras nostalgias (1998)
- Ellas y nosotras (1998)
- Obsesiones de Sofía (1999)
- La factura (1999)
- Debo, luego sufro (2000)
- Los de arriba (2002)
- Las yeguas finas (2003)
- Hombres maravillosos (2003)
- Simplemente Martita (2004)
- Por los de abajo (2005)
- Terremoto (2005)
- Siempre estará París (2005)
- Por medio de la presente (2006)
- Confieso que he leído...¡Hola! (2006)
- La comedia electoral.. Diario de campaña de una ex niña bien (2009)
- Las Niñas Bien... 25 Años Despúes (2010)
- En el closet (2011)
- La puerta falsa (2011)
- El Caballero del Titanic (2012)
- Leer o Morir (2013)
- Oaxaca de mis amores (2016)